# 1991 en Allemagne
Chronologie de l’Allemagne
- 1987
- 1988
- 1989
- 1990
- 1991
- 1992
- 1993
- 1994
- 1995

Cet article traite des événements qui se sont produits durant l'année 1991 en Allemagne.

## Gouvernements
- Président : Richard von Weizsäcker
- Chancelier : Helmut Kohl

## Événements

### Février
- 15–26 février : la Berlinale 1991, le 41e festival du film de Berlin, est tenue

### Juin
- 17 juin : le Traité de bon voisinage et de coopération amicale est signé entre l'Allemagne et la Pologne
- 20 juin : le Hauptstadtbeschluss est effectué pour décider quelle sera la ville capitale de l'Allemagne

### Septembre
- 17–23 septembre : les émeutes de Hoyerswerda ont lieu

## Élections
- 21 avril : Élections législatives en Rhénanie-Palatinat

## Naissances
- 23 mai : Lena Meyer-Landrut, une chanteuse et compositrice

## Décès
- 17 avril : Joachim Kroll (né en 1933), un tueur en série
- 9 octobre : Roy Black (né en 1943), un chanteur et un acteur
- 25 décembre : Curt Bois (né en 1901), un acteur